# Anthony Tolliver
Pour les articles homonymes, voir Tolliver.
Anthony Lamar Tolliver, né le 1er juin 1985 à Springfield, dans le Missouri, aux États-Unis, est un joueur américain de basket-ball. Il mesure 2,01 m et évolue au poste d'ailier fort.

## Carrière universitaire
Tolliver s'engage avec l'équipe universitaire des Bluejays de Creighton à l’automne 2002. Il est l’un des quatre joueurs de son équipe de Kickapoo High School à jouer en Division I de basket-ball.
À Creighton, Tolliver joue comme remplaçant pendant sa première  saison derrière les vétérans Brody Deren, Mike Grimes et Joe Dabbert, mais participe à 27 matchs. Il commence 30 des 34 matchs de Creighton sa deuxième saison, y compris une performance de 8 points, 7 rebonds dans la victoire 75-57 sur les Bears de l'université d'État du Missouri dans la finale du tournoi 2005 de la Missouri Valley Conference (MVC).
Tolliver est finaliste pour le prix Lowe’s Senior CLASS, et de l’équipe mid-major All-America au cours de sa dernière année, et aide Creighton à revenir au tournoi de la NCAA avec un bilan de 22-11. Tolliver débute les 33 matchs de l’équipe et franchit la barre des 1 000 points pour son cursus dans son dernier match universitaire contre le Wolf Pack du Nevada au premier tour du tournoi de la NCAA. Alors qu’il jouait pour Creighton, il a développé une capacité au tir, tout en sachant défendre.

## Carrière professionnelle

### 2007-2008: première saison professionnelle
Non drafté en 2007, il passe la présaison avec les Cavaliers de Cleveland en étant présent dans l'effectif mais sans jamais rentrer en jeu.
Il passe la plupart de la saison 2007-2008 dans l'équipe de l'Energy de l'Iowa en D-League où il termine avec des moyennes de 11,5 points et 6,4 rebonds par match avant de partir en Allemagne rejoindre son ami de l'université Nate Funk (en) à Bremerhaven.

### Spurs de San Antonio (2008-2009)
Après un passage en Allemagne où il tourne à 14,3 points et 7,3 rebonds par match, il signe son premier contrat en tant qu'agent libre avec les Spurs de San Antonio le 23 juillet 2008.
Tolliver passe la première partie de saison entre l'équipe des Spurs et les Toros d'Austin, l'équipe de D-League affiliée aux Spurs. Après être apparu au cours de 11 rencontres avec San Antonio (il termine avec des moyennes de 3,5 points et 2,3 rebonds en 12,1 minutes par match), il est envoyé à Austin pour six rencontres où il tourne à 17,8 points et 7,8 rebonds pour son second passage en D-League. Il joue ensuite huit nouveaux matchs. Mais, le 7 janvier 2009, il est coupé de l'effectif.

### Bobcats de Charlotte (2009)
Il repart rapidement en D-League chez l'Energy de l'Iowa puis il rebondit aux Hornets de La Nouvelle-Orléans pour un contrat de dix jours, après trois matchs avec Iowa. Au terme de son contrat de dix jours, il n'est jamais entré en jeu avec les Hornets et retourne à Iowa. Il tourne à 12,6 points et 8,1 rebonds par match avec l'équipe de D-League.

### Galatasaray (2009)
Il termine la saison 2008-2009 en Turquie à Galatasaray Café Crown.

### Trail Blazers de Portland/Stampede de l'Idaho (2009)
Le 29 septembre, il est signé et mis à l'essai par le Heat de Miami mais celui-ci ne le conserve pas et le coupe avant le début de la saison régulière, le 20 octobre 2009.
En décembre 2009, Tolliver joue pour le Stampede de l'Idaho en D-League quand les Trail Blazers de Portland lui offrent un contrat à court terme. Le 17 décembre 2009, il s'engage avec les Trail Blazers de Portland qui ne le conservent dans l'effectif que 12 jours.
Les Blazers étaient autorisés à signer temporairement un seizième joueur, un de plus que le nombre maximum habituel, pour pallier la série de blessures de joueurs majeurs. Tolliver joue deux matchs pour Portland avant d'être coupé le 29 décembre 2009.
Il retourne ensuite en D-League à Idaho.

### Warriors de Golden State (2010)
Le 17 janvier 2010, il signe un contrat de dix jours avec les Warriors de Golden State qui ont également des joueurs touchés par les blessures. Le 27 janvier, il signe un second contrat de dix jours. Le 7 février 2010, il  est prolongé jusqu'à la fin de la saison.
Le 7 avril 2010, il établit son record de points en carrière avec 34 unités en tirant à 14 sur 22 aux tirs et 5 sur 7 aux lancers-francs. Il marque également un panier à trois points et prend huit rebonds. Durant la saison 2009-2010 avec les Warriors, il tourne à 12,3 points et 7,3 rebonds par match.

### Timberwolves du Minnesota (2010-2012)
Lors de l'été 2010, le 9 août, il signe avec les Timberwolves du Minnesota un contrat de deux ans et 4,5 millions de dollars.

### Hawks d'Atlanta (2012-2013)
Le 27 septembre 2012, il signe avec les Hawks d'Atlanta pour l'ensemble de la saison 2012-2013.

### Bobcats de Charlotte (2013-2014)
Le 19 août 2013, il signe avec les Bobcats de Charlotte.

### Suns de Phoenix (2014)
Le 21 juillet 2014, il signe avec les Suns de Phoenix.
En 24 matchs avec les Suns, il termine avec des moyennes de 3,3 points et 1,8 rebond en tirant à 38,7 % à trois points.

### Pistons de Détroit (2014-2016)
Le 24 décembre 2014, il est transféré aux Pistons de Détroit en échange de Tony Mitchell.

### Kings de Sacramento (2016-2017)
Le 9 juillet 2016, Tolliver signe un contrat de deux ans d’une valeur de 16 millions de dollars avec les Kings de Sacramento. Le 1er juin 2017, il est libéré par les Kings.

### Retour à Detroit (2017-2018)
Le 14 juillet 2017, Tolliver s'engage un contrat d’un an de 3,3 millions de dollars avec les Pistons de Détroit. Il termine deuxième en pourcentage au tir à 3 points dans la ligue après avoir tiré à 46,1 %, derrière son coéquipier Reggie Bullock.

### Retour à Minnesota (2018-2019)
Le 9 juillet 2018, Tolliver paraphe un contrat d’un an de 5,75 millions de dollars avec les Timberwolves du Minnesota.

### Retour à Portland (2019-2020)
Le 3 juillet 2019, Tolliver rejoint pour un an et 2,56 millions de dollars les Trail Blazers de Portland.

### Retour à Sacramento (2020)
Le 20 janvier 2020, Tolliver est envoyé aux Kings de Sacramento avec Kent Bazemore et deux futurs choix de draft en échange de Trevor Ariza, Wenyen Gabriel et Caleb Swanigan. Le 29 février 2020, les Kings de Sacramento libèrent Tolliver après qu’un accord de rachat de contrat ait été conclu.

### Grizzlies de Memphis (2020)
Le 2 mars 2020, les Grizzlies de Memphis annoncent la signature d'un contrat de 10 jours avec Tolliver. Le 22 juin, les Grizzlies annoncent qu’ils signent Tolliver pour le reste de la saison 2019-2020 de la NBA.*

### 76ers de Philadelphie (avril-juin 2021)
Le 10 avril 2021, il signe un contrat de 10 jours en faveur des 76ers de Philadelphie. Tolliver signe un second contrat de 10 jours, puis le 2 mai, il s'engage avec les 76ers jusqu'à la fin de la saison.
Fin décembre 2021, il signe un contrat court en faveur des Pelicans de La Nouvelle-Orléans mais n'y jouera pas.

## Palmarès
- NBA D-League All-Star (2010)
- First-team All-MVC (2007)
- All-MVC Scholar-Athlete First Team (2007)
- All-MVC Most-Improved Team (2006)
- Second-team All-MVC (2006)

## Statistiques

### NBA

#### Saison régulière
| Saison    | Équipe       | Matchs | Titul. | Min./m | % Tir | % 3pts | % LF | Rbds/m. | Pass/m. | Int/m. | Ctr/m. | Pts/m. |
| --------- | ------------ | ------ | ------ | ------ | ----- | ------ | ---- | ------- | ------- | ------ | ------ | ------ |
| 2008-2009 | San Antonio  | 19     | 0      | 11,0   | 29,2  | 22,0   | 50,0 | 2,16    | 0,89    | 0,26   | 0,05   | 2,74   |
| 2009-2010 | Portland     | 2      | 0      | 2,1    | 0,0   | 0,0    | 0,0  | 0,50    | 0,00    | 0,00   | 0,00   | 0,00   |
| 2009-2010 | Golden State | 44     | 29     | 32,4   | 43,1  | 33,1   | 76,9 | 7,25    | 1,98    | 0,73   | 0,75   | 12,25  |
| 2010-2011 | Minnesota    | 65     | 4      | 21,0   | 45,0  | 40,9   | 80,2 | 4,54    | 1,26    | 0,43   | 0,43   | 6,68   |
| 2011-2012 | Minnesota    | 51     | 0      | 17,3   | 39,0  | 24,8   | 74,5 | 3,00    | 0,43    | 0,35   | 0,37   | 4,08   |
| 2012-2013 | Atlanta      | 62     | 11     | 15,5   | 38,0  | 33,8   | 86,3 | 2,50    | 0,52    | 0,24   | 0,19   | 4,08   |
| 2013-2014 | Charlotte    | 64     | 9      | 20,3   | 42,0  | 41,3   | 80,5 | 2,62    | 0,66    | 0,30   | 0,23   | 6,14   |
| 2014-2015 | Phoenix      | 24     | 0      | 11,3   | 35,1  | 38,7   | 66,7 | 1,83    | 0,42    | 0,17   | 0,04   | 3,33   |
| 2014-2015 | Détroit      | 52     | 11     | 22,3   | 42,3  | 36,0   | 79,4 | 3,69    | 0,94    | 0,38   | 0,29   | 7,73   |
| 2015-2016 | Détroit      | 72     | 5      | 18,6   | 38,6  | 36,0   | 61,7 | 3,18    | 0,72    | 0,36   | 0,22   | 5,32   |
| 2016-2017 | Sacramento   | 65     | 9      | 22,7   | 44,2  | 39,1   | 74,4 | 3,65    | 1,18    | 0,52   | 0,31   | 7,09   |
| 2017-2018 | Détroit      | 79     | 14     | 22,2   | 46,4  | 43,6   | 79,7 | 3,05    | 1,14    | 0,41   | 0,27   | 8,90   |
| 2018-2019 | Minnesota    | 65     | 0      | 16,6   | 38,2  | 37,7   | 78,3 | 2,72    | 0,71    | 0,26   | 0,32   | 5,02   |
| 2019-2020 | Portland     | 33     | 9      | 16,8   | 36,8  | 33,7   | 68,4 | 3,33    | 0,88    | 0,24   | 0,27   | 3,91   |
| 2019-2020 | Sacramento   | 9      | 0      | 9,1    | 17,6  | 13,3   | 50,0 | 1,22    | 0,33    | 0,44   | 0,11   | 1,00   |
| 2019-2020 | Memphis      | 13     | 4      | 18,2   | 39,6  | 41,5   | 87,5 | 2,54    | 0,77    | 0,54   | 0,08   | 4,77   |
| Carrière  | Carrière     | 719    | 105    | 19,6   | 41,5  | 37,3   | 77,1 | 3,35    | 0,90    | 0,37   | 0,30   | 6,17   |

#### Playoffs
| Saison   | Équipe    | Matchs | Titul. | Min./m | % Tir | % 3pts | % LF  | Rbds/m. | Pass/m. | Int/m. | Ctr/m. | Pts/m. |
| -------- | --------- | ------ | ------ | ------ | ----- | ------ | ----- | ------- | ------- | ------ | ------ | ------ |
| 2013     | Atlanta   | 6      | 0      | 11.3   | .571  | .636   | .333  | 1.5     | .2      | .2     | .2     | 4.0    |
| 2014     | Charlotte | 4      | 0      | 5.3    | .500  | .500   | 1.000 | 1.0     | .3      | .0     | .0     | 1.5    |
| 2016     | Détroit   | 3      | 0      | 8.7    | .500  | .000   | .000  | 1.3     | .3      | .0     | .3     | 1.3    |
| Carrière | Carrière  | 13     | 0      | 8.8    | .550  | .533   | .667  | 1.3     | .2      | .1     | .2     | 2.6    |

### NBA D League

#### Saison régulière
| Saison    | Équipe   | Matchs | Titul. | Min./m | % Tir | % 3pts | % LF | Rbds/m. | Pass/m. | Int/m. | Ctr/m. | Pts/m. |
| --------- | -------- | ------ | ------ | ------ | ----- | ------ | ---- | ------- | ------- | ------ | ------ | ------ |
| 2007-2008 | Iowa     | 25     | 11     | 27.4   | .509  | .360   | .672 | 6.4     | .9      | .9     | 1.1    | 11.6   |
| 2008-2009 | Austin   | 6      | 6      | 38.3   | .500  | .488   | .778 | 7.8     | 2.8     | 1.2    | .3     | 17.8   |
| 2008-2009 | Iowa     | 11     | 8      | 35.2   | .462  | .327   | .806 | 8.1     | 1.5     | 1.4    | 1.5    | 12.6   |
| 2009-2010 | Idaho    | 14     | 14     | 37.5   | .469  | .349   | .785 | 11.4    | 2.5     | 1.3    | 1.2    | 21.4   |
| Carrière  | Carrière | 56     | 39     | 32.6   | .486  | .371   | .746 | 8.1     | 1.6     | 1.1    | 1.1    | 14.9   |

## Records personnels sur une rencontre

### En NBA
Les records personnels d'Anthony Tolliver en NBA sont les suivants, :
| Type de statistique        | Saison régulière | Saison régulière               | Saison régulière | Playoffs | Playoffs            | Playoffs      |
| Type de statistique        | Record           | Adversaire                     | Date             | Record   | Adversaire          | Date          |
| -------------------------- | ---------------- | ------------------------------ | ---------------- | -------- | ------------------- | ------------- |
| Points                     | 34               | @ Timberwolves du Minnesota    | 7 avril 2010     | 9        | Pacers de l'Indiana | 29 avril 2013 |
| Paniers marqués            | 14               | @ Timberwolves du Minnesota    | 7 avril 2010     | 3        | Pacers de l'Indiana | 29 avril 2013 |
| Paniers tentés             | 22               | @ Timberwolves du Minnesota    | 7 avril 2010     | 4        | Pacers de l'Indiana | 27 avril 2013 |
| Paniers à 3 points réussis | 7                | 76ers de Philadelphie          | 4 avril 2018     | 3        | Pacers de l'Indiana | 29 avril 2013 |
| Paniers à 3 points tentés  | 12               | Bulls de Chicago               | 24 mars 2018     | 3        | 2 fois              | 2 fois        |
| Lancers francs réussis     | 11               | @ Jazz de l'Utah               | 31 mars 2010     | 3        | Heat de Miami       | 28 avril 2014 |
| Lancers francs tentés      | 12               | @ Jazz de l'Utah               | 31 mars 2010     | 3        | Heat de Miami       | 28 avril 2014 |
| Rebonds offensifs          | 8                | Mavericks de Dallas            | 27 mars 2010     | 1        | 5 fois              | 5 fois        |
| Rebonds défensifs          | 13               | Mavericks de Dallas            | 27 mars 2010     | 2        | 4 fois              | 4 fois        |
| Rebonds totaux             | 21               | Mavericks de Dallas            | 27 mars 2010     | 3        | 2 fois              | 2 fois        |
| Passes décisives           | 6                | Hawks d'Atlanta                | 5 novembre 2010  | 1        | 3 fois              | 3 fois        |
| Interceptions              | 4                | Hornets de La Nouvelle-Orléans | 17 mars 2010     | 1        | Pacers de l'Indiana | 29 avril 2013 |
| Contres                    | 4                | 2 fois                         | 2 fois           | 1        | 2 fois              | 2 fois        |
| Balles perdues             | 4                | 2 fois                         | 2 fois           | 1        | Pacers de l'Indiana | 3 mai 2013    |
| Minutes jouées             | 48               | @ Trail Blazers de Portland    | 14 avril 2010    | 21       | Pacers de l'Indiana | 29 avril 2013 |

- Double-double : 20
- Triple-double : 0

Dernière mise à jour : 17 novembre 2020

### En D-League
Les records personnels d'Anthony Tolliver, officiellement recensés par la D-League sont les suivants :
| Type de statistique        | Saison régulière | Saison régulière       | Saison régulière |
| Type de statistique        | Record           | Adversaire             | Date             |
| -------------------------- | ---------------- | ---------------------- | ---------------- |
| Points                     | 30               | 3 fois                 | 3 fois           |
| Paniers marqués            | 11               | 4 fois                 | 4 fois           |
| Paniers tentés             | 21               | 2 fois                 | 2 fois           |
| Paniers à 3 points réussis | 8                | 14ers du Colorado      | 12 décembre 2008 |
| Paniers à 3 points tentés  | 12               | 14ers du Colorado      | 12 décembre 2008 |
| Lancers francs réussis     | 8                | Wizards du Dakota      | 5 décembre 2009  |
| Lancers francs tentés      | 9                | 2 fois                 | 2 fois           |
| Rebonds offensifs          | 7                | Wizards du Dakota      | 2 décembre 2009  |
| Rebonds défensifs          | 11               | 3 fois                 | 3 fois           |
| Rebonds totaux             | 17               | 2 fois                 | 2 fois           |
| Passes décisives           | 6                | Mad Ants de Fort Wayne | 19 janvier 2009  |
| Interceptions              | 5                | 14ers du Colorado      | 17 février 2009  |
| Contres                    | 7                | @ Bighorns de Reno     | 1er janvier 2010 |
| Balles perdues             | 6                | Wizards du Dakota      | 2 décembre 2009  |
| Minutes jouées             | 46               | Wizards du Dakota      | 3 décembre 2008  |

- Double-double : 14 (au 15/01/2010)
- Triple-double : aucun.

## Salaires
| Année       | Équipe              | Salaire      |
| ----------- | ------------------- | ------------ |
| 2008-2009   | San Antonio         | 187 248 $    |
| 2008-2009   | La Nouvelle-Orléans | 26 007 $     |
| 2009-2010   | Golden State        | 359 546 $    |
| 2009-2010   | Portland            | 51 983 $     |
| 2010-2011   | Minnesota           | 2 200 000 $  |
| 2011-2012*  | Minnesota           | 2 050 000 $  |
| 2012-2013   | Atlanta             | 915 852 $    |
| 2013-2014   | Charlotte           | 1 027 424 $  |
| 2014-2015   | Détroit             | 3 000 000 $  |
| 2015-2016   | Détroit             | 3 000 000 $  |
| 2016-2017   | Sacramento          | 8 000 000 $  |
| 2017-2018   | Détroit             | 3 290 000 $  |
| 2017-2018   | Sacramento          | 2 000 000 $  |
| 2018-2019   | Timberwolves        | 5 750 000 $  |
| Total Gains | Total Gains         | 31 858 060 $ |

Note : * En 2011, le salaire moyen d'un joueur évoluant en NBA est de 5 150 000 $.